# 緊急輸送道路
緊急輸送道路（きんきゅうゆそうどうろ）とは、地震直後から発生する緊急輸送を円滑に行うため、高速自動車国道、一般国道及びこれらを連絡する幹線道路と知事等が指定する防災拠点を相互に連絡する道路をいう。一般的に各都道府県の緊急輸送道路ネットワーク計画の見直しを目的とした協議会で審議され、防災会議の承認を経て指定され、地域防災計画に反映される。
道路の重要性に応じて第1次から第3次まで設定している都道府県が多いが、神奈川県のように第1次と第2次のみ設定している場合もある。名称は各自治体により異なり、富山県では緊急通行確保路線、香川県では輸送確保路線としている。

## 根拠
緊急輸送道路の指定根拠となっている通知として、下記のものがある。
- 緊急輸送道路ネットワーク計画等の策定について[5]

## 事例
- 東京都の例[6]
  - 第1次緊急輸送道路：応急対策の中枢を担う都本庁舎、立川地域防災センター、重要港湾、空港等を連絡する路線（高速自動車国道、都市高速道路含む）
  - 第2次緊急輸送道路：一次路線と区市町村役場、主要な防災拠点（警察、消防、医療等の初動対応機関）を連絡する路線
  - 第3次緊急輸送道路：その他の防災拠点（広域輸送拠点、備蓄倉庫等）を連絡する路線